# 6100 Kunitomoikkansai
6100 Kunitomoikkansai eller 1991 VK4 är en asteroid i huvudbältet, som upptäcktes den 9 november 1991 av den japanske amatörastronomen Atsushi Sugie i Dynic-observatoriet. Den är uppkallad efter den japanske amatörastronomen Ikkansai Kunitomo.
Asteroiden har en diameter på ungefär 4 kilometer.